# Yêu sách của nhân dân An Nam
Yêu sách của nhân dân An Nam còn gọi là Thỉnh nguyện thư của dân tộc An Nam (tiếng Pháp: Revendications du peuple annamite) là bản yêu sách được gửi ngày 18 tháng 6 năm 1919, của Hội những người An Nam yêu nước, gồm tám điểm được viết bằng tiếng Pháp, được ký bằng cái tên chung là "Nguyễn Ái Quốc" và gửi tới Hội nghị Hòa bình Versailles.

## Hoàn cảnh
Mùa hè năm 1919, trong khi thế giới đang đối phó với hậu quả của Chiến tranh thế giới thứ nhất, ở Paris Hội những người An Nam yêu nước (Association des Patriotes Annamites) cho ra mắt bản "Thỉnh nguyện thư". Sáu nghìn bản được in ra và phân phát. Lãnh đạo tổ chức này là Phan Châu Trinh và Phan Văn Trường còn Nguyễn Tất Thành với vai trò thư ký cũng đóng góp đắc lực.
Cũng trong thời gian này, tại Quốc hội Pháp thường kỳ diễn ra các cuộc thảo luận về vấn đề thuộc địa, vấn đề cũng đã được nêu lên từ tháng 1 năm 1919, khi lãnh đạo của các nước Đồng Minh thắng trận trong Chiến tranh thế giới thứ nhất họp nhau tại Lâu đài Versailles để đàm phán về một hiệp định hòa bình với phe thua trận và đặt ra các nguyên tắc cho các quan hệ quốc tế sau chiến tranh. Tổng thống Hoa Kỳ Woodrow Wilson đã khuyến khích nhiệt tình của các nước thuộc địa trên khắp thế giới bằng bản tuyên bố 14 điểm nổi tiếng của ông, trong đó kêu gọi quyền tự quyết cho mọi dân tộc.
Đến đầu mùa hè năm 1919, nhiều tổ chức dân tộc chủ nghĩa với trụ sở tại Paris đã đưa ra các bản tuyên ngôn để công khai hóa các mục tiêu của họ. Những người trong Hội những người An Nam yêu nước quyết định tận dụng tình thế và đưa ra bản tuyên bố của mình.
Bản thảo có lẽ là kết quả của một số nhân vật cột trụ cùng hợp tác như Phan Văn Trường, Nguyễn Thế Truyền, Phan Châu Trinh và Nguyễn Tất Thành với vai trò thư ký. Trong đó họ kêu gọi lãnh đạo các nước Đồng Minh hãy thực thi những lý tưởng Tổng thống Hoa Kỳ Woodrow Wilson nêu ra cho các lãnh thổ thuộc địa, kể cả thuộc địa của Pháp ở Đông Nam Á. Bản yêu sách có tên Revendications du peuple annamite (Yêu sách của nhân dân An Nam).

## Nội dung tóm tắt
Bản yêu sách gồm 8 điểm:
- Tổng ân xá tất cả những người bản xứ bị án tù chính trị.
- Cải cách nền pháp lý Đông Dương bằng cách để người bản xứ cũng được quyền hưởng những bảo đảm pháp lý như người châu Âu. Xóa bỏ hoàn toàn những tòa án đặc biệt dùng làm công cụ để khủng bố và áp bức bộ phận trung thực nhất trong nhân dân An Nam.
- Tự do báo chí và tự do ngôn luận.
- Tự do lập hội và hội họp.
- Tự do cư trú ở nước ngoài và tự do xuất dương.
- Tự do học tập, thành lập các trường kĩ thuật tại tất cả các tỉnh cho người bản xứ.
- Thay chế độ ra các sắc lệnh bằng chế độ ra các đạo luật.
- Có đại biểu thường trực của người bản xứ do người bản xứ bầu ra tại Nghị viện Pháp để giúp cho Nghị viện biết được nguyện vọng của người bản xứ.

### Nội dung chi tiết (tiếng Anh - bản gửi cho đại diện của Hoa Kỳ tham dự hội nghị Versaille)
| “ | To his Excellency, the Secretary of State of the Republic of the United States, Delegate to the Peace Conference (Mr. Robert Lansing) Excellency, We take the liberty of submitting to you the accompanying memorandum setting forth the claims of the Annamite people on the occasion of the Allied victory. We count on your kindness to honor our appeal by your support whenever the opportunity arises. We beg your Excellency graciously to accept the expression of our profound respect. Since the victory of the allies, all subject peoples are frantic with hope at the prospect of an era of right and justice which should begin for them by virtue of the formal and solemn engagements, made before the whole world by the various powers and the entente in the struggle of civilization against barbarism. While waiting for the principle of national self-determination to pass from ideal to reality through the effective recognition of the sacred right of all peoples to decide their own destiny, the inhabitants of the ancient Empire of Annam, at the present time French Indochina, present to the noble Governments of the entente in general and the honorable French Government the following humble claims: 1) General amnesty for all native people who have been condemned for political activity. 2) Reform of the Indochinese justice system by granting to the native population the same judicial guarantees as the Europeans have and the total suppression of the special courts which are the instruments of terrorization and oppression against the most responsible elements of the Annamite people. 3) Freedom of Press. 4) Freedom to associate freely. 5) Freedom to emigrate and to travel abroad. 6) Freedom of education, and creation in every province of technical and professional schools for the native population. 7) Replacement of the regime of arbitrary decrees by a regime of law. 8) A permanent delegation of native people elected to attend the French parliament in order to keep the latter informed of their needs. For the Group of Annamite Patriots [Signed] Nguyen Ai Quoc 56, rue Monsieur le Prince-Paris | ” |

### Tác giả
Bản yêu sách được ký tên như sau:
thay mặt Hội những người An Nam yêu nước
[ký tên]
 Nguyễn Ái Quốc.
Theo tác giả Trần Dân Tiên thì ý kiến đưa yêu cầu do ông Nguyễn (Nguyễn Ái Quốc) đề ra, và luật sư Phan Văn Trường là người viết, lúc bấy giờ ông Nguyễn chưa viết được tiếng Pháp. Một số tài liệu khác cũng nêu thông tin như trên.

## Sự kiện kèm theo
Nguyễn Tất Thành, người mà trong vòng vài tháng sẽ được biết đến với cái tên Nguyễn Ái Quốc, đại diện cho cả nhóm gửi bản yêu sách này đến Hội nghị Versailles, ông chịu trách nhiệm chính cho việc công bố bản yêu sách này. Nguyễn Tất Thành trao bản yêu sách đến tận tay các nhân vật quan trọng trong Quốc hội Pháp và tới Tổng thống Pháp. Ông đi dọc các hành lang của điện Versailles, trao cho các đoàn đại biểu của các nước lớn. Để đảm bảo ảnh hưởng tối đa của bản yêu sách, ông sắp xếp để nó được đăng trên tờ L'Humanité, một tờ báo cấp tiến ủng hộ chủ nghĩa xã hội. Ông còn được sự giúp đỡ của các thành viên Tổng hội Công nhân để in 6000 bản và phân phát trên đường phố Paris.
Chiến dịch kêu gọi này không nhận được phản ứng chính thức từ chính phủ Pháp. Mặc dù vấn đề thuộc địa vẫn là một chủ đề chính trong các cuộc thảo luận tại Quốc hội và là chủ đề gây tranh cãi đáng kể trong Hội nghị Hòa bình Versailles, nhưng cuối cùng không thành viên nào thảo luận đến đề tài của bản yêu sách.
Ngoài việc phân phát và phổ biến bản yêu sách này, Nguyễn Ái Quốc còn gửi thư riêng kèm theo bản yêu sách cho các đoàn đại biểu Đồng Minh dự hội nghị, nhưng không gây được sự chú ý.
Tuy nhiên, cuộc vận động này đã gây một sự kinh ngạc đối với các quan chức Paris. Ngày 23 tháng 6, Tổng thống Pháp báo cho Toàn quyền Đông Dương Albert Sarraut rằng mình đã nhận được bản yêu sách và đề nghị ông xem xét vấn đề và xác định danh tính tác giả của bản yêu sách. Tháng 8, Albert Sarraut điện từ miền Bắc Việt Nam sang Paris, báo rằng bản yêu sách đã được lan truyền trên đường phố Hà Nội và gây ra các bình luận của báo chí. Tháng 9, Nguyễn Tất Thành kết thúc việc suy đoán về tác giả bản yêu sách, trong một cuộc phỏng vấn của phóng viên Mỹ của một tờ báo tiếng Trung ở Paris, ông công khai nhận mình là Nguyễn Ái Quốc. Ngày 6 tháng 9, Nguyễn Tất Thành được gọi đến Bộ thuộc địa để phỏng vấn, tại đây, cảnh sát mật của Pháp chụp ảnh và bắt đầu tìm kiếm thông tin về danh tính thực của ông.